# 女僕咖啡廳

月讀女僕咖啡本店

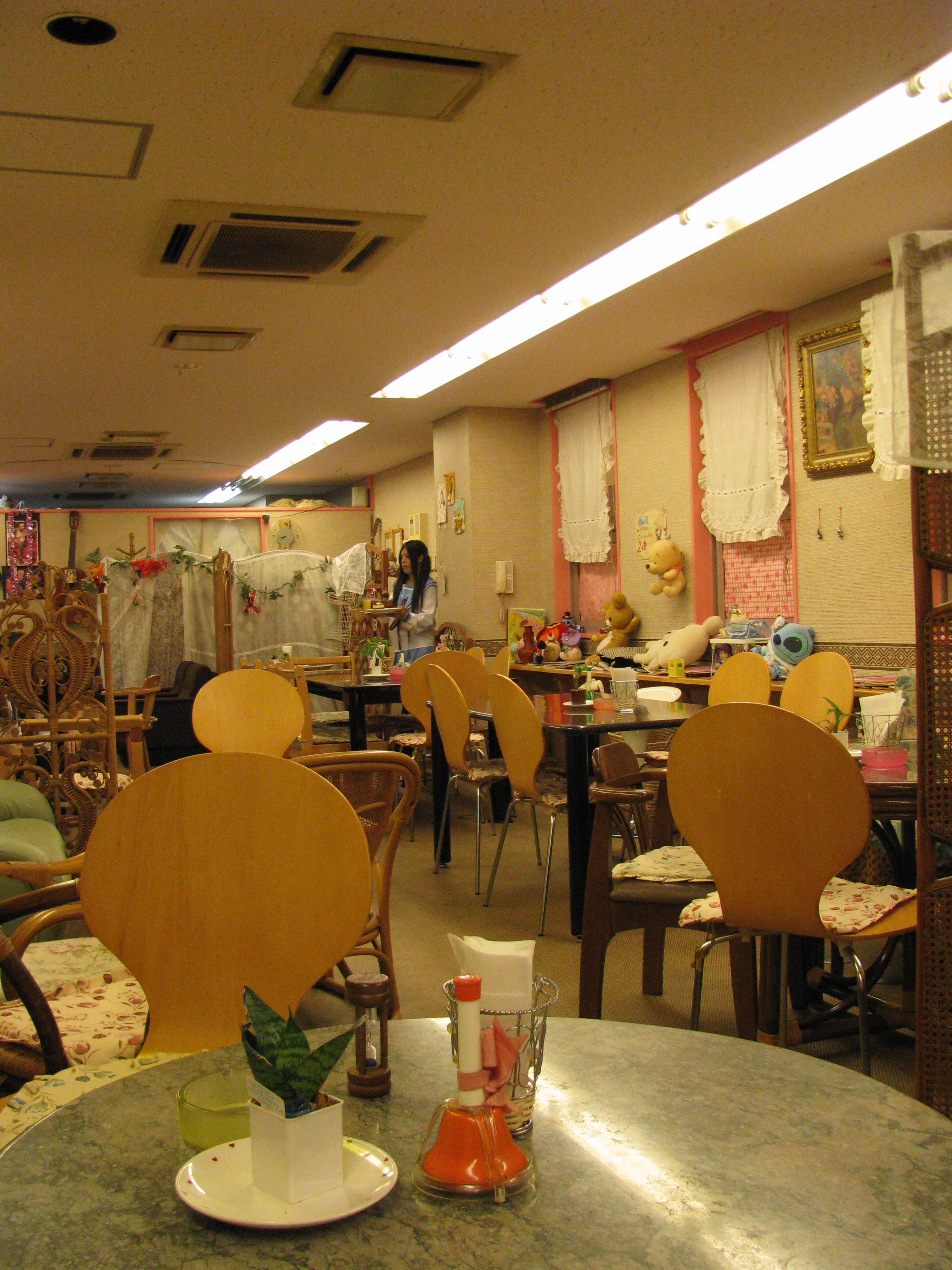
大阪市一家女僕咖啡廳的內部

女僕咖啡廳（日语： meido kafe），又稱女僕喫茶（／ meido kissa），為角色扮演系餐廳的一大類型。在女僕咖啡廳內，女服務生會穿著女僕的裝束，把顾客視為如同在私人住宅中的主人一般提供服務，而不單是视为普通喫茶店或咖啡店的顧客。第一家正式的女僕咖啡廳「Cure Maid」於2001年3月在日本東京都秋葉原電氣街成立。隨後各家女僕咖啡廳開始於日本各處紛紛成立，逐漸形成一種御宅族次文化的流行風潮。
儘管女僕咖啡廳最早出現在日本，其風潮也立即擴展至海外，包括中国大陆、韓國、台灣、香港、墨西哥、馬來西亞、新加坡、加拿大和美國等地都有女僕咖啡廳的出現。

## 歷史

### 早期
如果從類似概念來看，早在「Anna Miller's」連鎖餐館的女服務生制服上便可以看見一些影子。這家連鎖店的制服在日本受到熱烈的歡迎，其服裝設計包括有白色的上衣，搭配著橙色或粉紅色的圍裙裝和迷你裙，此外每位女服務生還得另外配戴一個心形的名稱標誌。值得注意的是，該圍裙裝特別將開口開至胸前，直到腰擺處才將其收攏。
這種制服使得日本許多御宅族男性特別熱衷欣賞「Anna Miller's」，因為他們認為該套制服相較於其他店家還要來的可愛。根據統計這成功吸引許多觀年輕男性族群光顧餐館，不過主要是為了女服務生而不是食物的提供。「Anna Miller's」的女服務生年紀多在18至25歲之間，使得有許多人將它和另一家以女服務生為特色的連鎖餐廳「Hooters」互相作比較。
也因為「Anna Miller's」的女服務生制服於在日本愛好者如此受到歡迎，讓這套制服一度成為Cosplay界中的熱門話題之一。同時在許多日本動畫、漫畫和電腦遊戲的角色身上，都曾看見其所穿著的制服與「Anna Miller's」的制服相類似。如1993年的《姬武神傳說》和1996年的歡迎來到Pia Carrot!!系列等電腦遊戲中都有出現過相似的概念，並廣泛受到電腦玩家的支持。特別是在《歡迎來到Pia Carrot!!》遊戲中便直接將遊戲背景設定在虛構的連鎖餐廳「Pia Carrot」，而遊戲中的女性角色則多為該餐廳的女服務生。

### 創立
1998年8月，第一家可體驗女僕服務形式的咖啡廳店面是為了在東京角色展推廣成人遊戲《歡迎來到Pia Carrot!!》而設置的。Broccoli藉著一群女服務生穿著遊戲中的制服，為前來參觀的觀眾提供食物和飲料的銷售。這一次促銷戰略的成功，也代表著第一家角色扮演餐廳的出現，也讓之後許多遊戲或動畫以類似的方式進行推廣。如在2000年2月25日時，Broccoli為宣傳《銀河天使》而另行設計展示了專屬的角色精品店「GAMERS」，並以女僕的概念為其設計了象徵吉祥物Di Gi Charat。而在2003年4月6日，為宣傳《朝霧的巫女》也有相關主題的咖啡廳出現。
第一家被認定真正從創店開始便以女僕為導向的咖啡廳，則為2001年3月30日開設的「Cure Maid」。在當時，她們身上的女僕裝是由cosplay服裝廠商「Cospa」承包製成。在一開始的時候，「Cure Maid」的目標便是在類似19世紀的裝潢下，提供一個供客人休息的宜人且私密的環境，並嘗試建立一個主僕關係的女僕咖啡廳。在這裡，女服務生會穿著維多利亞時代的女僕服，給客戶擁有了一種禮貌、服從的印象。
「Cure Maid」咖啡廳除了偶爾作為一些演講或活動地點外，會與Cospa合作進行一些動畫遊戲的Cosplay展示。此外，在每個禮拜六，「Cure Maid」會邀請學生於此演奏小提琴、長笛或豎琴等樂器。雖然直到今日，許多女僕咖啡廳已經改變當初原本的初衷，大多是以「萌」作為自身的主要目標；但「Cure Maid」仍堅持保留其自開業以來的理念，這些年間並沒有變化甚大。雖然與現今的有些不同，但「Cure Maid」由於在意義上為首家將女僕裝列為女服務生制服的咖啡廳，因此被大多數人認定為第一家真正的「女僕咖啡廳」。
而最早以萌作為特色的女僕咖啡廳，則是同樣位在秋葉原的「Cafe Mai:lish」。該家咖啡廳是源自作為個人電腦零售商店T-ZONE下轄的咖啡廳、於2002年7月19日創立的女僕咖啡廳─「Mary's」，到了同年10月1日時改名為今「Cafe Mai:lish」的名稱。該餐廳大量邀集與日本動畫、遊戲相關的活動，並也會讓女僕咖啡廳內的女服務生與顧客一同參與Cosplay活動。同時「Cafe Mai:lish」也是第一家禁止拍攝女服務生的咖啡廳，不過仍允許顧客拍攝桌上的飲品與食物。
隨著秋葉原地區不斷舉辦與女僕咖啡廳相關的活動，使得其也開始被大眾媒體播導，也讓社會大眾得知這一新興產業。繼「Cure Maid」和「Cafe Mai:lish」等於秋葉原快速發展的女僕咖啡廳之後，各家女僕咖啡廳也於日本各處開始紛紛成立。基本上，女僕咖啡廳為顧客所提供的基本服務與傳統咖啡店的服務是一致的，但通常還會加上與女僕的各式互動，如拍照、共同玩電玩遊戲或者一同欣賞日本動畫等。隨著女僕咖啡廳的成功，這類藉由Cosplay來吸引客戶的店面也紛紛出現，儼然成為一種次文化。包括酒吧、居酒屋、餐廳等一些店家都開始有扮成女僕的女服務生出現，而這些店又大多以御宅族為主要的客戶對象。而在一些日本漫畫、動畫、遊戲、電視節目中，女僕咖啡廳的形象也更加的鮮明。

### 發展

澳門的女僕咖啡廳「菓子喫茶」

隨著女僕咖啡廳的日益普及，也讓一些服務員成為非常受歡迎的人物，猶如偶像一般的存在。有些除了在女僕咖啡廳擁有工作外，也會在外進行一些廣告代言或者表演的工作。第一批由女僕所組成的偶像團隊，於2005年由「@home」成立。而在其他情況下，也有偶像反而是在女僕咖啡廳打工工作。如在「@home」這家女僕咖啡廳中，就共有16位女僕同時擁有了女服務生和偶像的雙重角色定位。2005年被認為是女僕咖啡廳的巔峰。但不久之後，由於有許多經營者仍對女僕咖啡廳沒有一個明確的概念，或者因當地民眾反應並不熱烈的緣故，而出現有部分店家倒閉的情況。如2003年2月14日「Cafe Mai:lish」於武藏野市的吉祥寺開設了第二家分店，卻仍於2004年2月15日宣布停止營運。
時間的推移也讓誕生地秋葉原的女僕咖啡廳數量快速增加了。到了2008年時，遊客可很容易地在秋葉原附近找到近20家的咖啡廳，這還不包括其他類型的店家，如果包含有穿著女僕服的女服務生在內的店面則會更多。隨著女僕咖啡廳是如此受到歡迎，不同類型的店家也開始在原本的服務上加入女僕地成份，如酒吧、按摩治療師等等。女僕咖啡廳也成為秋葉原的特有現象，在秋葉原預估有五十多家各類近似的店家。
不過雖然女僕咖啡廳可說是秋葉原的特有文化，一些女僕咖啡廳也已經打開日本和海外市場。包括沿著東京首都圈的池袋、澀谷、新宿、中野、橫濱等都開始有女僕咖啡廳的出現。其中在池袋車站與太陽城前的「乙女路」，由於其以腐女為主的客戶群跟以御宅族為主的秋葉原不同，導致該處的角色扮演餐廳與秋葉原有著不同的變化，也就是2005年時出現的執事咖啡廳。到了2006年為止，該地區已經有近8家類似的店開設於此。除了東京外，為了吸引居住在日本各地的御宅族，各地區皆有女僕咖啡廳的開設。如在2002年9月13日，名古屋市的大須開設了當地第一家女僕咖啡廳「M's Melody」；2003年2月17日時，札幌市開設了當地第一家女僕咖啡廳「Cafe Primevere」；2003年2月17日時，神戶市開設了當地第一家女僕咖啡廳「KANON」。2004年10月16日時，大阪市開設了當地第一家女僕咖啡廳「CCOちゃ」，2005年9月18日時，仙台市開設了當地第一家女僕咖啡廳「fairy tale」。自此，從北海道到九州等較為偏遠的日本地方也都有開設女僕咖啡廳。
這股風潮也在2006年加拿大多倫多開設第一家海外的女僕咖啡廳後，迅速擴展至其他海外國家。到了今日，包括北京、上海、广州、韓國首爾、臺灣台北、台中、台南、高雄、泰國曼谷、香港、新加坡、墨西哥、美國和法國巴黎等地都有女僕咖啡廳的出現。

## 店鋪特色

### 女僕

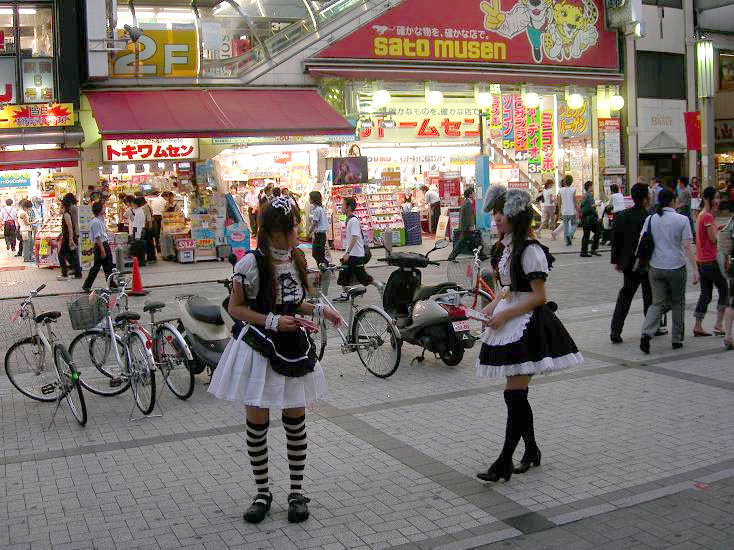
於東京秋葉原的道路上，正在推銷自家咖啡廳的「女僕」。

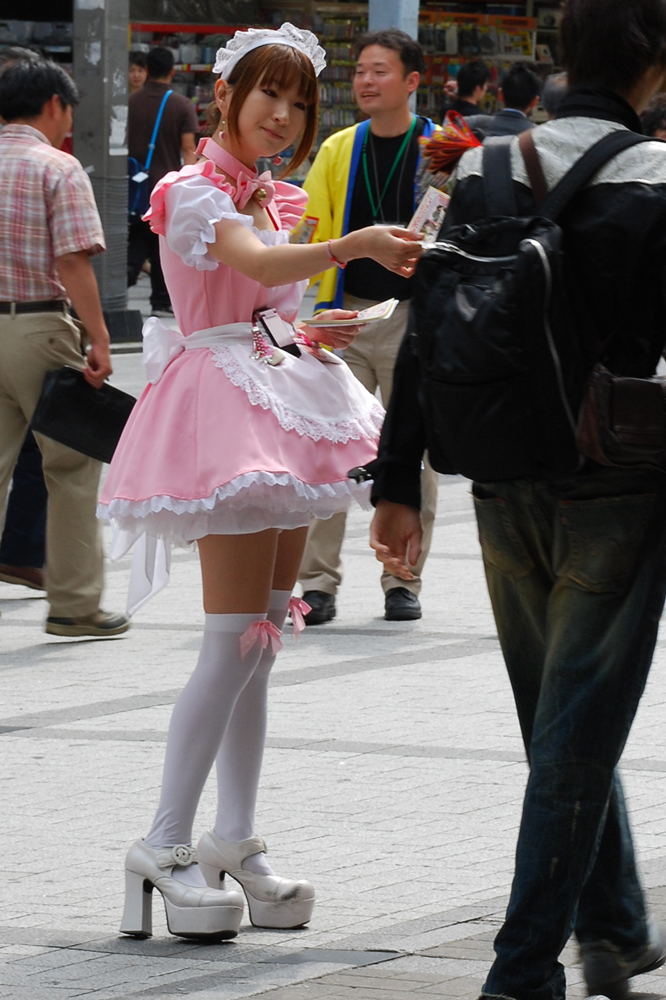
秋葉原車站前，一位女僕正到處分發自家女僕咖啡廳的宣傳單張。

女僕咖啡廳的女服務生大多都很年輕，往往是可愛且有吸引力的少女。例如在一家頗受歡迎的女僕咖啡廳「Royal Milk」中，其女服務生的平均年齡為20歲左右。她們主要穿著著為一件黑色衣料和白色圍裙組成的女僕服，其中又可細分成維多利亞式和法國式風格。這些制服的樣式和顏色常因隸屬不同的店家而有所不同，較常見的差異包括在緞帶、頭飾上，或者是另外戴上貓耳等額外的配飾。
一些女僕咖啡廳也會僱用男性服務生，它們通常會穿著著侍從的衣服，但在作用上往往不比女僕來的重要 。在秋葉原的女僕咖啡廳，為節省店租，往往開店於小巷或單一樓層中，在許多地圖中並不會標示這些店面的位置。因此，有許多女僕咖啡廳除了在網際網路上宣傳，還會額外派遣女僕於街上發送傳單，以增加客戶的來源。
依隸屬不同的女僕咖啡廳，女服務生所穿著的女僕服也隨之不同。女僕服可能從一家咖啡廳到另外一家咖啡廳，兩者差距十分的大。儘管有些人把女僕服分成維多利亞式和法國女僕式，但絕大多數女僕咖啡廳的制服是採用法國女僕服為範本。這些女僕服通常由一系列的衣服、襯裙、圍裙以及蕾絲頭飾組成，腳上則通常會穿上絲襪或膝上襪等。有時，服務生可能會在平常所穿的制服外，另外戴上兔耳或貓耳的頭飾，以增添更多的吸引力。但不論在衣物上有多大變化，女僕服的配飾大多仍是白色色調。
其中維多利亞式受到傳統英國的影響，最大的特點是其簡潔的外觀。維多利亞式女僕的裙子大都長到自己的膝蓋處，或者是更低處的地方；而衣袖亦跟法國式相比也是相對來得長，頸部也多會被衣領包覆起來不讓外人看見。法國女僕式的女僕服則相對維多利亞式開放許多。事實上這種風格的制服，早在女僕咖啡廳大量穿著前，已被日本許多愛好這類衣物的人士歡迎。法國女僕式由一件短裙外加襯裙組成，裙子的長度從膝蓋直到大腿一半到都有。上半部則多為短袖設計，領子則不一定會擁有。有些甚至會故意讓客戶看到胸部頂端處，但通常並不會直接大剌剌地露出乳溝。在傳統上，女僕服多為深色系，包括黑色、深棕色、海軍藍等；但到了現在，已有許多不同顏色的樣式出現，如粉紅色、藍色、綠色、黃色等都有人穿著。不過無論底色如何變化，位在腰附近的圍裙則多是白色設計。
儘管有各種樣式的差異，幾乎很多服裝上仍擁有反复出現的要素設計，也有些制服則採修改這些元素另外又有差異性。女僕服通常會包含圍裙的穿著，而圍裙通常是和底下裙子相似大小或略小，且通常是白色樣式附有蕾絲。在圍裙當中，又有兩種常見的類型。第一種是圍裙僅穿在腰間以下，只占底部裙子正面一部份的樣式；第二類則是自肩膀開始戴上，涵蓋了整個上半身衣物和裙子的正面。大多數女僕的頭飾上也會裝飾蕾絲邊，但除了一圈戴上的髮箍外，有些還會附有貓耳。許多與萌有關的要素都可讓女服務生自行加入，以讓客戶覺得這些女僕更有吸引力，包括統一的蕾絲邊、緞帶、胸針等。髮型有鮑伯頭、姬髮式甚至綁成雙馬尾等。有些女僕也戴有眼鏡（儘管她們可能並不須要戴眼鏡），以吸引喜歡這項要素的顧客。
除了典型的女僕裝以外，有的女僕咖啡廳會常態性或是在特定的日子，讓女僕改穿著校服、和服甚至兔女郎等不同的衣服，以增加新鮮感，提高回客率。

### 菜單

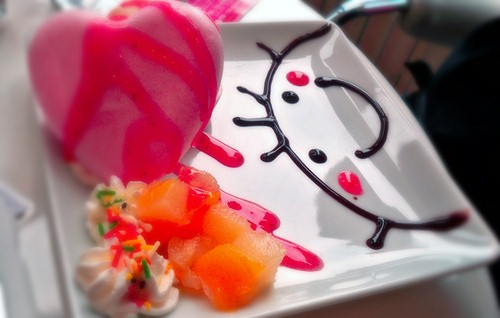
一般來說典型的女僕咖啡廳往往會提供甜品。

在女僕咖啡廳中，菜單上會標示供應飲料、膳食以及甜品等食物。常見的食物有蛋糕（有時直接由店家親自烘烤）、冰淇淋、西式蛋餅、蛋包飯、義大利麵、咖哩等，而飲品則可能有可口可樂、茶、牛奶等。但店裡菜單不僅限於食物方面，許多咖啡廳還提供遊樂、與女僕合照和其他促銷項目於他們的菜單中。
大多數女僕咖啡館和其他典型的咖啡廳所提供的菜單相似。客戶可以訂購咖啡或其他飲料，以及各式各樣的主食和甜品。然而在女僕咖啡廳的服務中，服務生通常會另外在客戶的菜色上賦予可愛的裝飾，並與客戶有另一層面的互動。常見的如以跪在桌邊的姿態，將奶油和糖攪拌到客人的咖啡中。或者是用糖漿或番茄醬等，在甜點和蛋包飯（日文：オムライス）等處畫上可愛的臉蛋、動物或者是心形，藉由這種服務來為女服務生增加一種可愛的女僕形象。
通常每家女僕咖啡廳是有最低消費的，在日本女僕咖啡廳的入門價格大概為500日圓左右。而為了減少其他客戶等候時間，以最大限度地增加客源來提高收入，一些女僕咖啡廳也禁止客戶在店裡面逗留超過一個小時。

### 服務

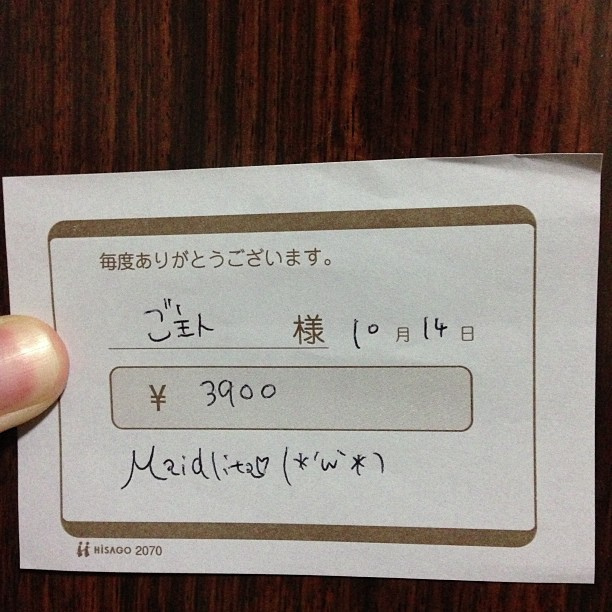
日本一女僕咖啡廳的服務生在給客人的收據中以「主人」稱呼該客人

女僕咖啡廳大多是參照ACG當中女僕的角色，由女店員擔任女僕，並製作許多各種餐點供到店消費的客人食用。剛進入一家女僕咖啡廳時，扮演女僕的女服務生會說道：「主人，歡迎你回來！」（お帰りなさいませ、ご主人様！，如果是客人是女性的話稱呼則為變成） ，而在客人離去時，通常會另外說：「祝你一路平安」（行ってらっしゃいませ）。這些話語在日本文化中是一個非常禮貌性的說法，而且通常是用來當家裡有人進出時才會使用。此外，女服務生在店裡時也都使用「主人」（御主人様）的字樣，來稱呼客人們。
在許多女僕咖啡廳中，通常會提供許多額外的服務。有些會由一位女僕親自送上給客戶提供擦拭用的毛巾和咖啡廳的菜單，也有越來越多的女僕咖啡廳為客人提供了美容服務，如清理耳朵以及客戶在穿著衣服的狀態下在腿部、手臂和背部等處按摩，不過通常這些服務都需要支付額外的費用。
另外，有些店允許客戶和女服務生拍照，而客戶可對女服務生要求拍出自己所喜愛的服裝和姿勢。在拍完照後，還可請女僕在其上寫些話語。這些照片有時被稱做，名字來自於亞洲有廣大市場的富士照相機。有時，客戶還能跟女僕一起玩剪刀、石頭、布、撲克牌、棋盤遊戲或者是電玩遊戲，贏過女僕的客戶通常會贈有一個小禮物。一些女僕咖啡廳還提供小型的歌曲和舞蹈表演，或者是以團康遊戲的方式來招待她們的客戶。

## 顧客
女僕咖啡館最初的設定客群為那些熱衷並博精於動畫、漫畫及電腦遊戲（ACG）的御宅族。由於女僕的形象已經普遍出現在許多漫畫、動畫系列和美少女遊戲中，也因此女僕咖啡廳可說是迎合這群男性的喜愛女僕甚至是對其的幻想而開設。在女僕咖啡廳中，御宅族有一可慰藉的場所，並能更加親近他們所喜愛的「萌」。許多御宅族不惜花費一筆不小的金錢，收集不同的女僕的照片，或者購買和女服務員形象有關促銷產品。
女僕咖啡廳與一般餐飲業最大的不同在於提供消費者獨特的體驗，多半為體驗過去貴族或資產階級享受僕役服侍的快感。因此女僕咖啡廳內女僕的服務方式被視為一種演出，而消費者也可以參與這種演出來更深入享受女僕喫茶的獨特體驗。而直至今日，女僕咖啡廳的出現不在只是於男性御宅族中流行，它也吸引了許多女性、情侶、遊客等一般民眾前往。這也吸引了一些好奇的日本本地或者是外國前來的遊客。女僕咖啡廳已成為一鮮明的形象，在許多秋葉原的旅遊指南或網頁，也專門提到了這一特殊產業。幾家咖啡廳也因此開始在菜單上附上翻譯，為客戶提供英語交流的服務。這些常被御宅族稱讚極為「萌」的女僕服務生，有時會被解釋成為滿足人們對浪漫或者是性慾的需求所出現。但現在女僕咖啡廳的設立在一般社會大眾中，也漸漸可以接受。但雖然女僕和客戶間並沒有性交易的情況，甚至店家大多禁止有隨意的肢體碰觸，但由於女僕的形象對某些人來說有強烈的性涵義，因此在一些18禁的作品中也會加入這一類要素。

### 顧客禮儀
客戶在一家女僕咖啡廳光顧時，仍必須遵守著基本禮儀。有些店家會明列出禁止事項放在入口或菜單上，要求客戶遵守。以一家女僕咖啡廳的規定為例：
1. 不可觸摸女僕的身體。
2. 不可詢問女僕的電話號碼。
3. 不可要求女僕的電子郵件地址。
4. 不可侵犯女僕的隱私，如問她什麼時候下班。
5. 不可長期地跟蹤女僕。
6. 不可等待女僕她進出，或者在咖啡廳外徘徊。
7. 不可傷害咖啡館的員工、客人或鄰居。
8. 不可於咖啡廳內或外對女僕拍照。
9. 不可攜帶外食或飲料進入咖啡廳。
10. 不可在咖啡廳外的樓梯上吸煙。[65][66]

要求符合相關規定，以保護女僕他們的私人生活是合理的。但女僕咖啡廳寧願多採取預防措施，因為一些顧客會對女服務生進行非禮的舉動。也因此，這些要求頻繁地在秋葉原的各家女僕咖啡廳中出現，以提醒客戶尊重女服務生。不過禁止在咖啡廳內私自拍照則還有另外一層的商業考量，因為拍照已多被列為一個菜單的選項，且須要另外收費才可以。而經過利益的考量，同時也禁止私自拍攝咖啡廳外散發傳單的女僕。

## 相關產業的發展

### 女僕類型
隨著女僕咖啡廳的高知名度 ，許多店家的的服務生也改打扮成女僕來提供服務。除了如酒吧、居酒屋、餐廳般，提供客戶飲食服務的店家外，還有娛樂等其他行業跟隨這股潮流。這包括麻將、賭場、髮廊、全身按摩或足底按摩、耳朵清潔、理髮師、導遊、出租車服務等，都有女服務生穿著女僕服提供服務。
如在2000年8月於神田車站開幕的「蔵・太平山」便是一個例子，原本該家居酒屋只有在周日有cosplay的服務，但後來這廣受到民眾的歡迎，甚至接受了角川書店的《東京Walker》採訪。還有像於2001年11月10日在台東區創立的「ひよこ家」，這家店在白天為一般的女僕咖啡廳，不過到了夜晚便會提供酒類飲品，成為另類的女僕居酒屋。其他還有於2003年5月3日創設的「MJ+C」，該酒吧同時融合了Pub、燒肉店和精品商店。不過也因為女僕咖啡廳的發展，使得也有部分酒店或酒吧提供女僕的服務，甚至一些風俗店也開始有穿著這類衣物服務的女性。

### 動漫類型

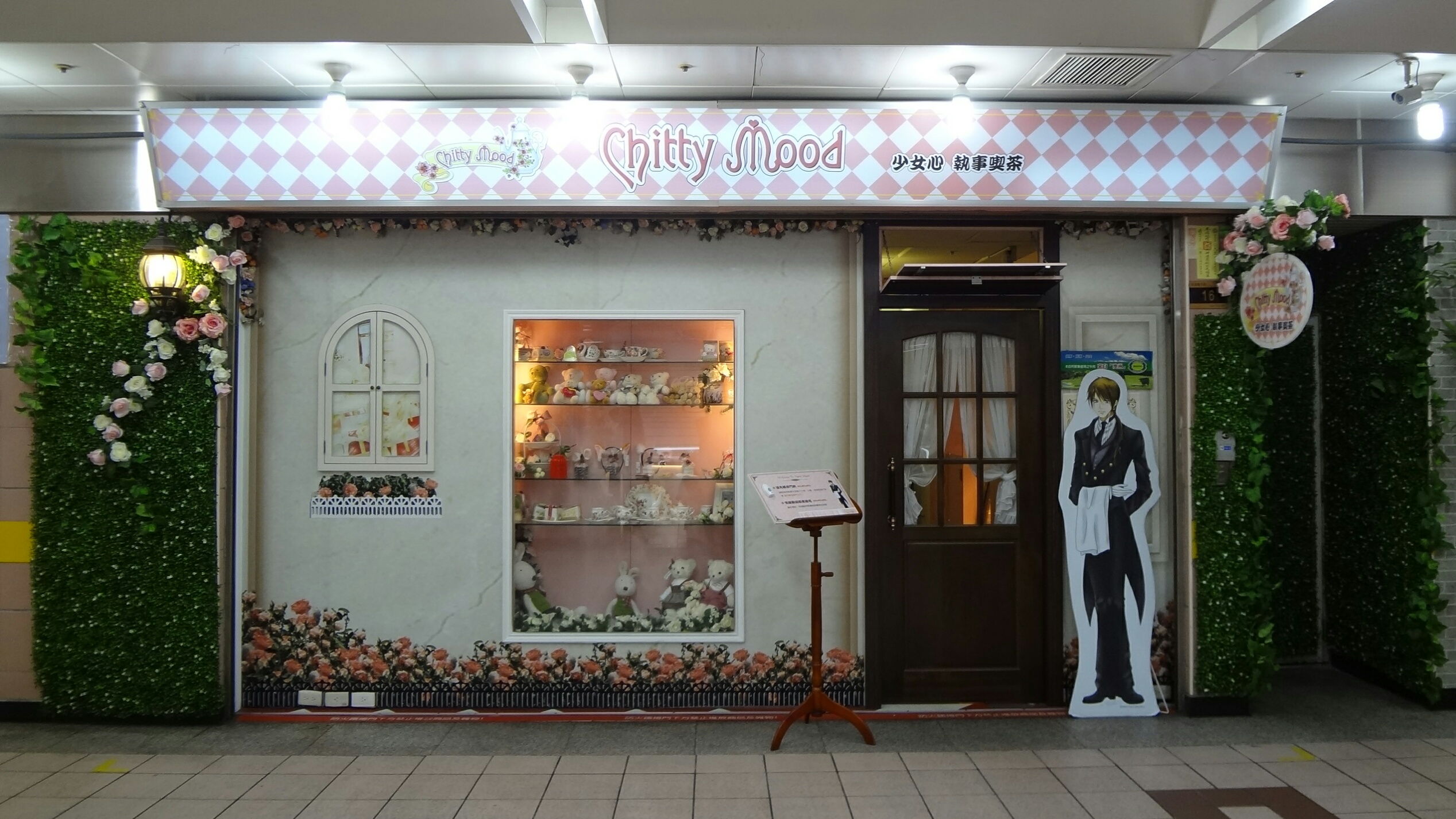
位於台北地下街的一家執事咖啡廳。

隨著女僕咖啡廳的蓬勃想法，許多店家也要求自己家的服務生進行指定的Cosplay，並儼然成為另一個流派。如在2003年2月到11月間，於名古屋大須曾推出一陣子的「大須の巫女茶屋」，便是利用在遊戲中常會出現於神社的巫女概念來創設。同樣是在名古屋，也以類似的巫女服裝吸引顧客。
此外還有另一種類似服務，但改由男性服務員服務的店家，這些常被稱為執事咖啡廳（日語：執事喫茶）。第一家執事咖啡廳「執事喫茶Swallowtail」於2006年，在東京池袋開設。同年，東京澀谷跟著開了一家以白種人為男服務生的執事咖啡廳「外國人執事喫茶」，並提供英文會話的服務項目。這類店的男性服務生穿著管家的服裝，其中有些咖啡廳特別在這些服裝衣著上十分講究，甚至穿著如燕尾服這類典型的管家制服。如同女僕咖啡廳所針對的客群為御宅族一樣，執事咖啡廳主要地針對客群則為腐女族群，以滿足他們對BL劇情的期待。另外，也有一種由男性服務生穿著女性衣物，或者是女性穿著男性服飾，以變裝的樣貌服務客人的店家，這些於日文則稱呼它們為「男装系」。

## 外部連結
- （西班牙文）Cafeterías de sirvientas ─ Un mundo chiflado donde los clientes son señores （页面存档备份，存于）
- （德文）Daisuki[]
- （日語）女僕咖啡廳情報處 （页面存档备份，存于）
- （日語）秋葉原におけるメイド喫茶・コスプレ喫茶の歴史 （页面存档备份，存于）
- （日語）秋葉原のメイド・コスプレ喫茶&リフレのリスト （页面存档备份，存于）